# Alfred Eisenstaedt
Alfred Eisenstaedt, né le 6 décembre 1898 à Dirschau (province de Prusse-Occidentale, Empire allemand), aujourd'hui Tczew (Pologne), et mort le 23 août 1995 à Oak Bluffs (Massachusetts, États-Unis), est un photographe et un photojournaliste américain d'origine allemande.

## Biographie
Né en Prusse-Occidentale, Eisenstaedt déménagea avec sa famille à Berlin en 1906. Il combattit dans l'artillerie allemande pendant la Première Guerre mondiale.
Il devint photographe professionnel en 1929. Quatre ans plus tard, il réussit à photographier une réunion entre Adolf Hitler et Benito Mussolini en Italie. Tout d'abord accepté par les nazis, il fut rapidement persécuté comme juif et émigra aux États-Unis en 1935 et vécut à New York le restant de ses jours.
Eisenstaedt rejoignit, dès sa création, le magazine Life, dont il fut un photographe vedette de 1936 à 1972 et photographia les plus grandes personnalités telles que Sophia Loren et Ernest Hemingway. Il fit au total 90 couvertures pour Life.
Le prix Alfred-Eisenstaedt est décerné en son honneur par Life et l'université Columbia.

## Photographies célèbres

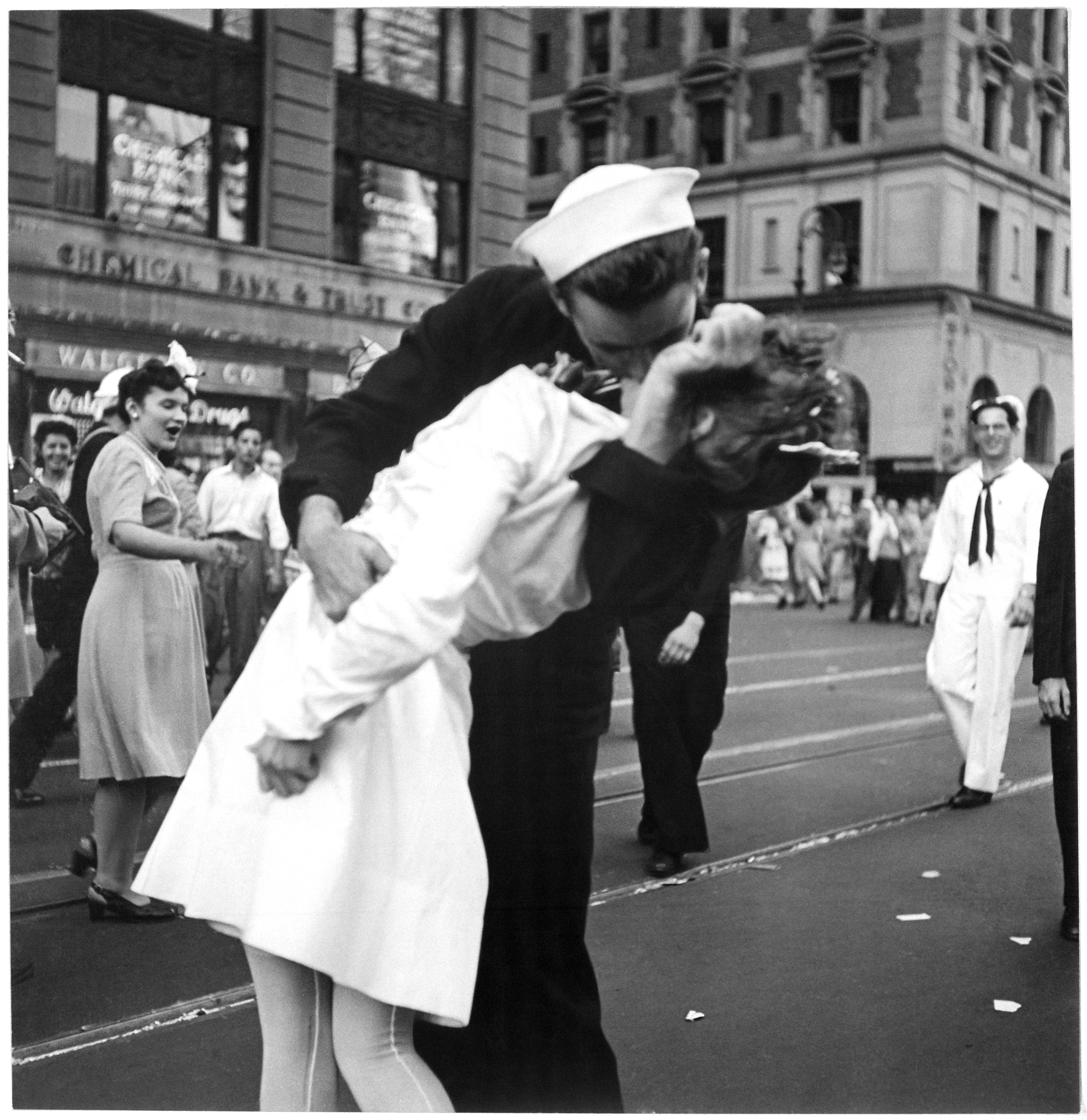
Kissing the War Goodbye, par Victor Jorgensen : le même couple que celui photographié par Eisenstaedt dans V–J day in Times Square

- Une de ses plus célèbres photographies, V–J Day, représente un marin nommé George Mendonza embrassant Greta Zimmer Friedman (en), une assistante dentaire, à Times Square le jour de la capitulation du Japon, à la fin de la Seconde Guerre mondiale. Contrairement aux apparences, il ne s'agit pas d'un couple. Dans l'euphorie de la victoire, George Mendonza enlaçait et embrassait les inconnues qu'il croisait ; après son baiser immortalisé par le photographe, il a poursuivi son chemin, sans qu'aucun des deux ne prononça un mot[1].
- Photographie de Joseph Goebbels regardant méchamment, dans les jardins du Carlton Hotel durant la "Conférence de la Société des Nations" à Genève, septembre 1933[2].

## Prix et récompenses
- 1962 : Prix culturel de la Société allemande de photographie
- 1989 : National Medal of Arts, États-Unis

## Publications
- (en) Alfred Eisenstaedt, Eisenstaedt's Album : Fifty Years of Friends and Acquaintances, New York, Viking Press, 1976, 200 p. (ISBN 978-0-670-29078-9)
- (en) Alfred Eisenstaedt, Eisenstaedt, Marthaʼs Vineyard, Birmingham, Ala, Oxmoor House, 1988 (ISBN 9780848707392)
- (en) Alfred Eisenstaedt et Bryan Holme (Textes), Eisenstaedt : Remembrances, Boston, Little, Brown, 1999, 174 p. (ISBN 978-0-8212-2597-4)